# Rusiga
Rusiga est une localité du district de Rulindo située dans la province du Nord au Rwanda, dans le secteur du même nom.